# (3954) Mendelssohn
(3954) Mendelssohn (1987 HU) – planetoida z pasa głównego asteroid okrążająca Słońce w ciągu 3,14 lat w średniej odległości 2,14 j.a. Odkryta 24 kwietnia 1987 roku.